# حكومة حسين عرنوس الثانية
تشكلت حكومة حسين عرنوس الثانية في 10 آب 2021 بموجب المرسوم الرئاسي رقم 208، وأدت اليمين الدستورية في 14 آب 2021.
هذه الحكومة هي الوزارة رقم 95 منذ استقلال سورية عن الدولة العثمانية عام 1918، وهي ثامن وزارة في عهد الرئيس بشار الأسد. أتت هذه الحكومة بعد الانتخابات الرئاسية السورية التي جرت في 2021.
هذا وقد سبق وأصدر الرئيس السوري بشار الأسد بتاريخ 1 آب 2021 المرسوم رقم 206 لعام 2021، القاضي بتكليف المهندس حسين عرنوس بتشكيل الوزارة في الجمهورية العربية السورية.

## التعديلات الحكومية
- بتاريخ 28 نيسان 2022 صدر المرسوم الرئاسي رقم 115 القاضي بتسمية اللواء علي محمود عباس وزيراً للدفاع.[4][5][6] رُقِّيَ إلى رتبة عماد بتاريخ 30 نيسان 2022 بموجب المرسوم 121.[7]
- بتاريخ 29 آذار 2023 صدر المرسوم الرئاسي رقم 91 القاضي في مادته الثانية بإنهاء تسمية المهندس محمد فايز البرشة وزير دولة وفي مادته الأولى بتسمية كُلٍّ مِنْ:[8]
  - الدكتور فراس حسن قدور وزيراً للنفط والثروة المعدنية
  - السيد محسن عبد الكريم علي وزيراً للتجارة الداخلية وحماية المستهلك
  - الدكتور عبد القادر جوخدار وزيراً للصناعة
  - السيد لؤي عماد الدين المنجد وزيراً للشؤون الاجتماعية والعمل
  - السيد أحمد بوسته جي وزير دولة
- بتاريخ 8 آب 2023 صدر المرسوم الرئاسي رقم 206 للعام 2023 الذي نص على تسمية الدكتور محمد عامر مارديني وزيراً للتربية.[9]
- بتاريخ 13 كانون الأول 2023 صدر المرسوم الرئاسي رقم 313 القاضي بتسمية المهندس حسين مخلوف وزيراً للموارد المائية، وتسمية المهندسة لمياء شكور وزيراً للإدارة المحلية والبيئة.[10] كما صدر المرسوم التشريعي رقم 38 الذي قضى بإحداث "الأمانة العامة لرئاسة الجمهورية" التي حلت محل وزارة شؤون رئاسة الجمهورية.[11]
- بتاريخ 1 تموز 2024 صدر المرسوم الرئاسي رقم 25 القاضي بإحداث وزارة  الاتصالات وتقانة المعلومات لتحل محل وزارة الاتصالات والتقانة المحدثة في المرسوم التشريعي رقم (69) لعام 2013 بما لها من حقوق وما عليها من التزامات.[12]

## التشكيل الوزاري
ضم التشكيل الوزاري ثلاثين وزيراً منهم خمس وعشرون وزيراً من الحكومة السابقة وخمس وزراء جدد، من ضمنهم ثلاث وزراء دولة، وثلاث سيدات.
ونال التغيير من وزراء الإعلام، والتجارة الداخلية وحماية المستهلك، والشؤون الاجتماعية والعمل، ووزيري دولة حيث بلغت نسبة التغيير نحو 19 بالمئة.
متوسط أعمار الحكومة الجديدة 57 عاماً، وبلغ عمر أصغر وزير في الحكومة الجديدة 42 عاماً لوزير التنمية الإدارية سلام سفاف، أما أكبر الوزراء سنا فبلغ 69 عاما وهو وزير الدفاع العماد علي أيوب فيما كان هناك 14 وزيرا فوق الستين عاما، و5 وزراء بالأربعين.
وبلغت نسبة مشاركة المرأة في حكومة عرنوس 10 بالمئة حيث تسلمت ثلاث سيدات ثلاثة حقائب وزارية وهي: التنمية الإدارية، والثقافة، ووزارة دولة.

### وزراء الدولة
بتاريخ 5 نيسان 2023، أصدر رئيس مجلس الوزراء المهندس حسين عرنوس قراراً بـ:
- تفويض وزير الدولة عبدالله عبدالله بممارسة صلاحيات واختصاصات الوزير المختص التي يمارسها رئيس مجلس الوزراء بموجب الأحكام والقوانين النافذة فيما يتعلق بمتابعة مشاريع الاستثمار والمشاريع الحيوية والقيام بالمهام التي يكلفه بها رئيس مجلس الوزراء.
- تفويض وزير الدولة أحمد بوسته جي بممارسة صلاحيات واختصاصات الوزير المختص التي يمارسها رئيس مجلس الوزراء بموجب الأحكام والقوانين النافذة فيما يتعلق بشؤون مجلس الشعب والقيام بالمهام التي يكلفه بها رئيس مجلس الوزراء.
| المنصب                                        | الصورة | شاغل المنصب            | الحزب                         | الحزب       | في المنصب من         | في المنصب حتى        |  |
| --------------------------------------------- | ------ | ---------------------- | ----------------------------- | ----------- | -------------------- | -------------------- |  |
| رئيس مجلس الوزراء                             |        | حسين عرنوس             | حزب البعث العربي الاشتراكي    |             | 11 حزيران 2020       | 29 أيلول 2024        |  |
| نائب رئيس مجلس الوزراء                        |        | علي عبد الله أيوب      | حزب البعث العربي الاشتراكي    |             | 30 آب 2020           | 23 أيلول 2024        |  |
| وزير الدفاع                                   |        | علي عبد الله أيوب      | حزب البعث العربي الاشتراكي    |             | 1 كانون الثاني 2018  | 28 نيسان 2022        |  |
| وزير الدفاع                                   |        | علي محمود عباس         | حزب البعث العربي الاشتراكي    |             | 28 نيسان 2022        | 8 كانون الأول 2024   |  |
| وزير الخارجية والمغتربين                      |        | فيصل المقداد           | حزب البعث العربي الاشتراكي    |             | 22 تشرين الثاني 2020 | 23 أيلول 2024        |  |
| وزير الأوقاف                                  |        | محمد عبد الستار السيد  | حزب البعث العربي الاشتراكي    |             | 8 كانون الأول 2007   | 10 كانون الأول 2024  |  |
| وزير شؤون رئاسة الجمهورية                     |        | منصور فضل الله عزام    |                               |             | 23 نيسان 2009        | 13 كانون الأول 2023  |  |
| وزير الإدارة المحلية والبيئة                  |        | حسين مخلوف             | حزب البعث العربي الاشتراكي    |             | 3 تموز 2016          | 13 كانون الأول 2023  |  |
| وزير الإدارة المحلية والبيئة                  |        | لمياء شكور             |                               |             | 13 كانون الأول 2023  | 23 أيلول 2024        |  |
| وزير التنمية الإدارية                         |        | سلام سفاف              |                               |             | 29 آذار 2017         | 10 كانون الأول 2024  |  |
| وزير الشؤون الاجتماعية والعمل                 |        | محمد سيف الدين         | حزب البعث العربي الاشتراكي    |             | 10 آب 2021           | 29 آذار 2023         |  |
| وزير الشؤون الاجتماعية والعمل                 |        | لؤي المنجد             |                               |             | 29 آذار 2023         | 23 أيلول 2024        |  |
| وزير الاقتصاد والتجارة الخارجية               |        | محمد سامر الخليل       |                               |             | 29 آذار 2017         | 23 أيلول 2024        |  |
| وزير الإعلام                                  |        | بطرس الحلاق            |                               |             | 10 آب 2021           | 23 أيلول 2024        |  |
| وزير الداخلية                                 |        | محمد خالد الرحمون      | حزب البعث العربي الاشتراكي    |             | 26 تشرين الثاني 2018 | 8 كانون الأول 2024   |  |
| وزير السياحة                                  |        | محمد رامي مارتيني      |                               |             | 26 تشرين الثاني 2018 | 10 كانون الأول 2024  |  |
| وزير التعليم العالي والبحث العلمي             |        | بسام إبراهيم           |                               |             | 26 تشرين الثاني 2018 | 23 أيلول 2024        |  |
| وزير الأشغال العامة والإسكان                  |        | سهيل عبد اللطيف        |                               |             | 26 تشرين الثاني 2018 | 23 أيلول 2024        |  |
| وزير الاتصالات والتقانة                       |        | إياد الخطيب            |                               |             | 26 تشرين الثاني 2018 | 1 تموز 2024          |  |
| وزير الاتصالات وتقانة المعلومات               |        | إياد الخطيب            |                               | 1 تموز 2024 | 10 كانون الأول 2024  |                      |  |
| وزير التجارة الداخلية وحماية المستهلك         |        | عمرو سالم              |                               |             | 10 آب 2021           | 29 آذار 2023         |  |
| وزير التجارة الداخلية وحماية المستهلك         |        | محسن علي               |                               |             | 29 آذار 2023         | 23 أيلول 2024        |  |
| وزير الثقافة                                  |        | لبانة مشوح             |                               |             | 30 آب 2020           | 23 أيلول 2024        |  |
| وزير التربية                                  |        | دارم طباع              |                               |             | 30 آب 2020           | 8 آب 2023            |  |
| وزير التربية                                  |        | محمد عامر مارديني      |                               |             | 8 آب 2023            | 26 تشرين الثاني 2024 |  |
| وزير العدل                                    |        | أحمد السيد             | حزب البعث العربي الاشتراكي    |             | 30 آب 2020           | 10 كانون الأول 2024  |  |
| وزير الموارد المائية                          |        | تمام رعد               | حزب البعث العربي الاشتراكي    |             | 30 آب 2020           | 13 كانون الأول 2023  |  |
| وزير الموارد المائية                          |        | حسين مخلوف             | حزب البعث العربي الاشتراكي    |             | 13 كانون الأول 2023  | 23 أيلول 2024        |  |
| وزير المالية                                  |        | كنان ياغي              |                               |             | 30 آب 2020           | 23 أيلول 2024        |  |
| وزير النقل                                    |        | زهير خزيم              | حزب البعث العربي الاشتراكي    |             | 30 آب 2020           | 10 كانون الأول 2024  |  |
| وزير النفط والثروة المعدنية                   |        | بسام طعمة              |                               |             | 30 آب 2020           | 29 آذار 2023         |  |
| وزير النفط والثروة المعدنية                   |        | فراس قدور              |                               |             | 29 آذار 2023         | 10 كانون الأول 2024  |  |
| وزير الصحة                                    |        | حسن الغباش             |                               |             | 30 آب 2020           | 23 أيلول 2024        |  |
| وزير الصناعة                                  |        | زياد صباغ              | حزب البعث العربي الاشتراكي    |             | 30 آب 2020           | 29 آذار 2023         |  |
| وزير الصناعة                                  |        | عَِبد القادر جوخدار      |                               |             | 29 آذار 2023         | 23 أيلول 2024        |  |
| وزير الزراعة والإصلاح الزراعي                 |        | محمد حسان قطنا         |                               |             | 30 آب 2020           | 23 أيلول 2024        |  |
| وزير الكهرباء                                 |        | غسان الزامل            |                               |             | 30 آب 2020           | 23 أيلول 2024        |  |
| وزير دولة لشؤون الاستثمار والمشاريع الحيوية   |        | محمد فايز البرشة       | الحزب الشيوعي السوري          |             | 30 آب 2020           | 29 آذار 2023         |  |
| وزير دولة لشؤون الاستثمار والمشاريع الحيوية   |        | عبد الله سلوم عبد الله | حزب الوحدويين الاشتراكيين     |             | 5 نيسان 2023         | 23 أيلول 2024        |  |
| وزير دولة لشؤون مجلس الشعب                    |        | عبد الله سلوم عبد الله | حزب الوحدويين الاشتراكيين     |             | 10 آب 2021           | 5 نيسان 2023         |  |
| وزير دولة لشؤون مجلس الشعب                    |        | أحمد بوسته جي          | الحزب الشيوعي السوري الموحد   |             | 5 نيسان 2023         | 10 كانون الأول 2024  |  |
| وزير دولة لشوؤن مشاريع تنمية المنطقة الجنوبية |        | ديالا بركات            | الحزب السوري القومي الاجتماعي |             | 10 آب 2021           | 23 أيلول 2024        |  |

## روابط خارجية
- مجلس الوزراء السوري
- الحكومات السورية على موقع رئاسة مجلس الوزراء
- الحكومات السورية على موقع مجلس الشعب السوري
- وزارات الدولة على بوابة الحكومة الإلكترونية السورية
- الوزارات والهيئات الحكومية على موقع مجلس الشعب السوري